# Орсодакниды

Орсодакниды (лат. Orsodacnidae) — маленькое семейство жуков-листоедов, ранее рассматриваемое в качестве подсемейства в семействе жуков-листоедов. Образ жизни личинок неизвестен. Взрослые жуки длиной от 4 до 10 мм. Обитают в палеарктическом регионе. Известно 20 видов. Единственная находка семейства в ископаемом состоянии была сделана в нижнемеловых отложениях Бразилии.

## Классификация
В семействе выделяют два подсемейства и три рода:
- Подсемейство Aulacoscelidinae Chapuis, 1874
  - Aulacoscelis Duponchel & Chevrolat in d'Orbigny, 1842
  - Janbechynea Monrós, 1953
- Подсемейство Orsodacninae Thomson, 1859
  - Orsodacne Latreille, 1802